# Comedie științifico-fantastică
Comedia științifico-fantastică, umorul științifico-fantastic sau comedia SF este un subgen al științifico-fantasticului sau al fanteziei științifice care exploatează convențiile genului științifico-fantastic prin efectul comic.
Genul satirizează adesea convențiile, conceptele și tropii standard științifico-fantastici – cum ar fi invazia extraterestră a Pământului, călătoriile interstelare sau tehnologia futuristă. În plus, poate satiriza și critica societatea actuală.
Un exemplu timpuriu este seria Pete Manx⁠(d) a lui Henry Kuttner și Arthur K. Barnes⁠(d) (aceștia au scris uneori împreună și alteori separat, sub pseudonimul Kelvin Kent). Publicată în Thrilling Wonder Stories la sfârșitul anilor 1930 și începutul anilor 1940, seria a prezentat un crainic de bâlci care călătorește în timp și își folosește abilitățile de escroc pentru a scăpa de necazuri. Două serii ulterioare au cimentat reputația lui Kuttner ca unul dintre cei mai populari scriitori timpurii de comedie științifico-fantastică: seria Gallegher (despre un inventator bețiv și robotul său narcisist) și seria Hogben (despre o familie de hillbilliy⁠(d) mutanți). Prima a fost publicată în Astounding Science Fiction între 1943 și 1948 și a fost adunată într-o ediție cu copertă dură ca Robots Have No Tails⁠(d) (Gnome, 1952), iar a doua a fost publicată în Thrilling Wonder Stories la sfârșitul anilor 1940. 
În anii 1950, comedia a devenit mai frecventă în științifico-fantastic. Printre autorii care au contribuit la acest subgen s-au numărat: Alfred Bester, Harry Harrison, C. M. Kornbluth, Frederik Pohl și Robert Sheckley.
Ghidul autostopistului galactic este o serie de comedie științifico-fantastică scrisă de Douglas Adams. Inițial, o comedie radiofonică difuzată de BBC Radio 4⁠(d) în 1978, a fost ulterior dezvoltată în alte formate, inclusiv spectacole de scenă, romane, benzi desenate, un serial TV din 1981, un joc pe computer din 1984 și un lungmetraj din 2005. Un serial proeminent al culturii populare britanice, Ghidul autostopistului galactic a ajuns un fenomen multi-media internațional; în care romanele sunt cele mai răspândite, fiind traduse în peste 30 de limbi (în 2005).
Romanul lui Terry Pratchett, Strata, din 1981, este un exemplu de comedie științifico-fantastică.
Jacques Goimard, în prefața antologiei de comedie științifico-fantastică Histoires à rebours, notează că științifico-fantasticul este adesea clasificat în funcție de temele sale (extratereștri, roboți, călătorii în timp, utopie, distopie etc.), dar că este mai rar abordat în funcție de tonul pe care îl folosește. În această perspectivă, avem tonuri epice, tragice, lirice, paranoice, intelectuale etc. La fel ca groaza, care stă la baza literaturii fantastice, umorul, care este opusul ei, poate da un ton literaturii de anticipație sau speculative. Acest umor poate părea sincer comic și amuzant, sau impasibil, elegant și detașat, dar o constantă este răutatea, nevoia de a răni, de a aduce o „mărturie despre defectele societății sau chiar ale universului”.
Stan Barets, în dicționarul său de științifico-fantastic, Le Science-fictionnaire, în articolul „Umor”, notează că științifico-fantasticul și umorul au mai multe legături decât s-ar putea crede. Pentru el, umorul este mai presus de Fredric Brown și Robert Sheckley, care „excelează în povestire, finalul imprevizibil și parodia hilară”. Dincolo de acești doi scriitori, „zâmbetul devine uneori acid, tonul impasibil, genul mai aproape de satiră, batjocoră sau parodie”.